# برادفورد إس. سميث
برادفورد إس. سميث (بالإنجليزية: Bradford S. Smith)‏ هو سياسي أمريكي، ولد في 3 نوفمبر 1950 في الولايات المتحدة. حزبياً، نشط في الحزب الجمهوري. وقد انتخب عضو مجلس ولاية نيوجيرسي وانتخب Mayor of Cinnaminson, New Jersey ‏ وانتخب Burlington County Board of County Commissioners ‏.